# Макгадикгади
Макгадикга́ди — бессточная впадина в Ботсване, Южная Африка.
Расположена на высоте около 900 метров над уровнем моря. Большую часть впадины занимают солёные озёра Соа и Нтветве, превращающиеся в сухое время года в солончаки. Макгадикгади — одно из самых больших соляных озёр на Земле, занимает первое место в мире по запасам поташа. Во впадине находится дельта реки Окаванго.
Когда-то во впадине располагалось крупное озеро, покрывавшее территорию более 80 000 км² и имевшее глубину 30 метров. В озеро впадали такие реки, как Окаванго, Замбези, Квандо. Начало высыхать около 10 000 лет назад.
В Макгадикгади расположен национальный парк.